# Ofenbergbahn
Bei der Ofenbergbahn handelt es sich um ein nie realisiertes Bahnprojekt, welches das Unterengadin in der Schweiz über den Ofenpass mit dem Oberen Vinschgau in Südtirol hätte verbinden sollen. Die Idee war, die Bahnlinie durch das Engadin mit der Vinschgaubahn im damals noch zu Österreich-Ungarn gehörenden Südtirol zu verbinden.

## Erstes Projekt: Engadin-Orientbahn

Ofenbergtunnel, Erstes Projekt 1898

Als erster brachte 1895 der Zürcher Bahnpionier und Verwaltungsratspräsident der damaligen Nordostbahn (NOB), Adolf Guyer-Zeller, die Idee einer Ofenbergbahn ins Spiel. Diese als Normalspur geplante Engadin-Orientbahn sollte Chur via Thusis und das Engadin über den Ofenpass mit Triest verbinden und war vor der schmalspurigen Bahnstrecke Landquart–Thusis, welche erst 1896 zwischen Thusis und Landquart fertiggestellt wurde und 1903 ins Engadin verlängert wurde. Adolf Guyer-Zeller, der auch die Jungfraubahn realisierte, starb aber bereits 1899 und konnte seine Vision nicht mehr in die Tat umsetzen.
Die geplante Strecke führte vom Oberengadin her kommend an Zernez vorbei Richtung Ofenpass. Nach drei Tunneln wäre das Trassée dann in der Nähe der heutigen Punt La Drossa in den 10,7 km langen Tunnel gemündet, um bei Tschierv (damals Cierfs) wieder an die Oberfläche zu stossen. Oberhalb von Müstair (damals Münster) hätten drei Kehrtunnel den wesentlich steileren Südhang überwinden sollen. Nach der Grenze war der Verlauf der Bahn nach Mals und von dort den Vinschgau weiter hinab bis Meran geplant.

## Zweites Projekt: Schmalspurbahn
Im Jahr 1906 reichte die Bozen-Meraner-Bahn, welche auch Mitinhaberin der Vinschgaubahn war, zusammen mit den Stadtgemeinden Bozen und Meran ein Konzessionsgesuch für die gut 52 km lange Bahnstrecke von Mals nach Zernez ein, wo sie auf die damals noch in der Planung befindliche Engadiner Strecke der Rhätischen Bahn gestossen wäre. Bei der Ofenbergbahn handelte es sich um ein Projekt einer Schmalspurbahn, welche mit elektrischer Energie hätte betrieben werden sollen. Die Bundesversammlung erteilte die Konzession mit Bundesbeschluss vom 22. Dezember 1909, nachdem ihr der Bundesrat nach längeren Abklärungen mit Botschaft vom 6. Dezember 1909 den entsprechenden Antrag gestellt hatte. Das damalige Eisenbahndepartement räumte zunächst der Linie Inn-abwärts bis nach Pfunds mit Anschluss an die geplante Reschenbahn von Mals nach Landeck eine höhere Priorität ein.
Noch im Jahre 1911 diskutierte man auf Südtiroler Seite engagiert darüber, ob die Bahn in Mals oder Schluderns in die Vinschgaubahn münden und ob man die Ofenbergbahn bis zur Schweizer Grenze als Bahn mit Normalspur führen sollte. Die Aussichten für den wirtschaftlichen Erfolg der Bahn waren nicht schlecht, denn zu dieser Zeit galt im Kanton Graubünden noch ein Fahrverbot für Personenkraftwagen, welches erst 1925 in einer Volksabstimmung aufgehoben wurde. Der Ausbruch des Ersten Weltkriegs und die Annektierung Südtirols durch Italien machten die Pläne für die Ofenbergbahn aber zunichte. Im Gegensatz zu anderen Anschlussprojekten der Engadiner Bahnlinie wie einer Verlängerung von Scuol bis ins tirolerische Landeck oder einer Malojabahn von St. Moritz ins norditalienische Chiavenna erreichte nur das Bahnprojekt der Ofenbergbahn das Stadium der detaillierten Planung.

## Neuauflage
Der grosse Erfolg der 2005 wieder eröffneten Vinschgaubahn auch beim schweizerischen Publikum und der durch den Vereinatunnel erleichterte Zugang ins Unterengadin liessen die Idee der Ofenbergbahn wieder aufleben. Der Kanton Graubünden und die Autonome Provinz Bozen – Südtirol veranlassten die Ausarbeitung eines sogenannten Interreg-III-A-Projekt mit dem Titel «Öffentlicher Verkehr im Dreiländerdeck (Rätisches Dreieck)». In diesem wurden diverse Varianten der Linienführung vom Unterengadin nach Südtirol angedacht und das mögliche Verkehrsaufkommen abgeschätzt. Je nach Projekt war mit Tunnellängen von 23 bis 43 km zu rechnen und von einer Zeitersparnis von bis zu 60 Minuten beim Durchqueren der Alpen. 
Im Rahmen des durch die EU finanzierten Interreg-IV-Folgeprojekts «Italien-Schweiz 2007–2013» wurden drei detaillierte Studien in Auftrag gegeben, welche die verschiedenen möglichen Trassenführungen berücksichtigten. Auf einer Tagung 2013 wurden die Ergebnisse der Studien vorgestellt; die notwendigen Investitionssummen wurden abhängig von der gewählten Route auf rund eine Milliarde Euro beziffert.